# Орден Миллиона слонов и белого зонтика
Орден Миллиона слонов и белого зонтика (лаос. ອິສະຣິຍາພອນລ້ານຊ້າງຮົ່ມຂາວ [Лан Санг Хом Кхао]) — высшая государственная награда Королевства Лаос.

## История

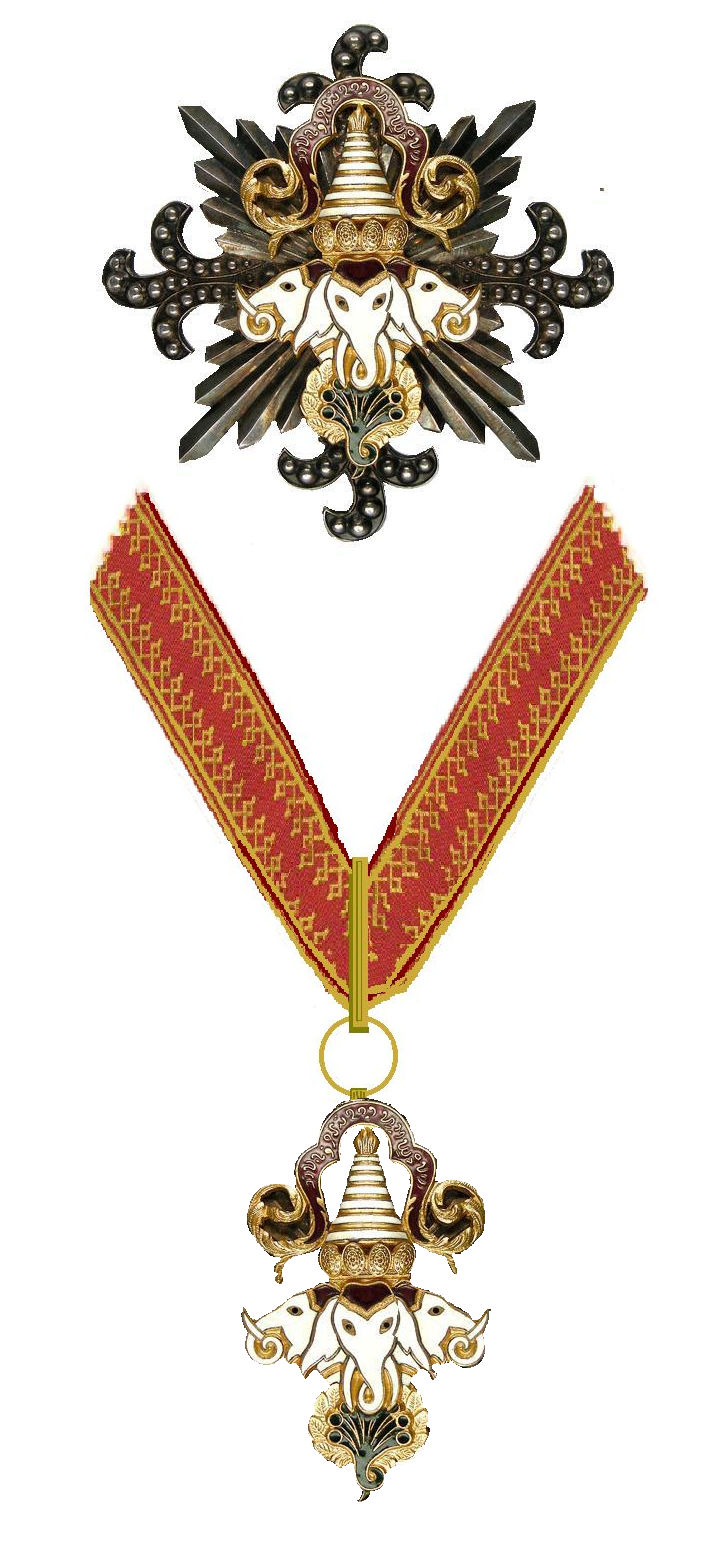
Знаки ордена

Орден Миллиона слонов и белого зонтика был учреждён королём Сисавангом Вонгом 1 мая 1909 года для награждения военных и гражданских лиц за заслуги в развитии королевства и преданность. Орденом также награждались иностранцы за особые заслуги перед Лаосом.
Первоначально орден имел одну степень, но постепенно их число было увеличено. 18 августа 1923 года орден был разделён на четыре степени, 20 ноября 1927 года была добавлена еще одна степень, а 10 сентября 1936 года учреждена орденская цепь — высшая степень ордена.
После свержения в 1975 году монархии и провозглашения Лаосской Народно-Демократической Республики орден не вручается.

## Символика ордена
Слон является священным животным в буддизме и символизирует силу, мудрость, благоразумие, терпение.
Белый семиступенчатый зонтик — символ королевского достоинства.

## Степени
Орденская цепь
 Большая лента — знак на широкой ленте через правое плечо и звезда на левой стороне груди
 Великий офицер — знак на узкой ленте с розеткой на левой стороне груди и звезда на правой стороне груди
 Командор — знак на узкой ленте на шее
 Офицер — знак на узкой ленте с розеткой на левой стороне груди
 Кавалер — знак на узкой ленте на левой стороне груди

## Знаки ордена
Знак ордена — золотой трёхглавый слон белой эмали с наголовниками красной эмали. Нижняя часть слона скрыта распущенным павлиньим хвостом зелёной эмали. Головы слона увенчаны конусообразным зонтом, состоящим из четырёх золотых овальных щитов, над которыми по семь чередующихся золотых и белых полос, с навершием в виде трилистника. Над и вокруг зонта — вьющаяся лента красной эмали, на которой золотыми буквами начертано на старо-лаосском языке «Миллион слонов и Белый зонтик Луангпрабанг» (Лан Санг Хом Кхао Луангпхабанг). Оборотная сторона знака гладкая без эмали. В верхней части знака закреплён шарик-ушко, через который продето кольцо для орденской ленты.
Звезда ордена серебряная восьмиконечная. Вертикальные и горизонтальные лучи звезды оформлены в виде трилистника с изогнутыми листьями, из которых два загнуты по часовой стрелке, а один — против. Диагональные лучи звезды — прямые остроконечные штралы. На центр звезды наложен знак ордена.
Лента ордена шёлковая муаровая красного цвета, с жёлтыми полосами шириной 1 и 2 мм с обеих сторон и жёлтым лаосским орнаментом в форме направленных к центру непрерывных зигзагообразных линий, составленной из ромбовидных стрелок.

## Награждённые
Среди награждённых орденом были короли Непала Махендра и Бирендра, король Таиланда Пхумипон Адульядет, короли Камбоджи Нородом Сурамарит и Нородом Сианук, император Вьетнама Бао Дай, президент Франции Шарль де Голль, генералы Филипп Леклерк и Жан Мари Латр де Тассиньи.